# Heinrich Freudenstein
Heinrich Freudenstein (* 1. Februar 1863 in  Maden; † 15. Februar 1935 in Marbach (Marburg)) war ein deutscher Imker und Lehrer.
Er erkannte durch Versuche an seinen eigenen Bienenständen, dass Bienen auf Zucker anstatt wie damals üblich auf Honig besser überwintern. Die meisten Bienen werden in den  gemäßigten  Zonen  nach dem Ende der Tracht mit Zuckerlösungen aufgefüttert, um mit einem ballaststofffreien Winterfutter eine möglichst verlustfreie Überwinterung zu erreichen.
Auch wenn er das Verfahren nicht erfunden hat, so hat er es in Imkerkreisen weit verbreitet. Es gilt heute als Gute fachliche Praxis in der Imkerei. Er ist außerdem Verfasser zahlreicher Monografien über Bienenzucht und Imkerei.

## Kindheit und erste Stelle als Lehrer
1863 in Maden, Kreis Fritzlar, geboren und aufgewachsen. Sein Vater war Gutsbesitzer und Aktionär der Zuckerfabrik in Wabern. Im Jahre 1883 trat er seine erste Stelle als Lehrer in Bortshausen bei Marburg an und wechselte dann an die Volksschule in Marbach (Marburg), wo er sich wie viele der preußischen Landschullehrer einige Bienenvölker nebenbei zulegte, um das Lehrergehalt durch den Verkauf von Honig aufzubessern.
Bei seiner Imkerei erlebte er die Auswirkungen der Bienenruhr bei den auf spät eingetragenem Waldhonig überwinternden Völkern.

## Tätigkeit als Bienenwissenschaftler
Vor der Winterfütterung wurde ein Teil des Honigs im Volk belassen. Stammte dieser Honig aus einer sog.  Waldtracht, also aus Honigtau, so erkrankten oft unzählige Völker an der Ruhr und gingen ein.
Die Fütterung mit Zucker als Wintervorrat war damals in Imkerkreisen sehr umstritten, setzte sich aber doch allmählich durch. Daraufhin soll das Völkersterben an der Ruhr drastisch zurückgegangen sein.
Die Einfütterung der Völker erfolgt ab dem Spätsommer bis zum Frühherbst. Unterhalb von etwa 10 Grad Celsius können die Bienen kein Futter mehr aufnehmen und als Wintervorrat einlagern.
So fütterte Freudenstein seine Bienen schon im Herbst 1879 zusätzlich mit Zucker. Der Zusammenhang zwischen der Erkrankung kam aber erst, als er ein Bienenvolk ausschließlich durch Zuckerfütterung im Spätherbst vorm Hungertod bewahrte und dieses Volk dann als bestes und ohne vorzeitigen Reinigungsflug durch den Winter kam.
Freudenstein war zwar nicht Erfinder der Winterfütterung mit Rohrzucker (wie es in der Literatur und auch in der Überlieferung oft dargestellt wird), aber als Autodidakt und durch gründliche Recherche in zahlreichen Fachbüchern fand er die Ursachen der Nosema und die Möglichkeiten zur Abhilfe. Seine profunden Erfahrungen mit der Zuckerfütterung gab er durch Vorträge und in wissenschaftlichen Artikeln weiter.
Seine Überlegungen und Erkenntnisse teilte er am 23. September 1886 in einem Vortrag vor der Imkerschaft in Treysa mit. Diese reagierte mit Entsetzen und Empörung, als Freudenstein ihnen zu erklären versuchte, warum die Zuckerfütterung für die Überwinterung der Bienen besser sei als das Belassen der Honigvorräte. Im allgemeinen Tumult meldete sich der Imkermeister Keck zu Wort: „Ich bin kein Redner, sonst wäre ich Ihnen entgegen getreten! Wie können Sie den Leuten nur so etwas raten? Da bekommen ja die Bienen sicher die Ruhr!“
Seine Aufstellung als Reichstagskandidat in seinem Heimatkreis, in dem er gegen zwei antisemitisch eingestellte Rechtsnationale antrat, führte über eine Strafversetzung letztlich zur vorzeitigen Zwangspensionierung. Diese nutzte er zur weiteren Umstellung seiner Imkerei: er wurde Berufsimker. Außerdem schrieb er das „Lehrbuch der Bienenzucht“ mit etlichen Auflagen, verfasste Artikel zu verschiedenen imkerlichen Themen und gründete 1902 nach vielen Anfeindungen eine eigene Imkerzeitung, die Neue Bienenzeitung, sie erreichte mit ihren neuartigen Arbeitsansätzen und -empfehlungen binnen kurzem eine Auflage von 11.000 Exemplaren.
Von 1919 bis 1934 hatte Heinrich Freudenstein das Amt des Bürgermeisters von Marbach (Marburg) inne, wo er unter anderen den Neubau einer Volksschule durchsetzte und für den Bau der Siedlung am
Landgrafenweg verantwortlich zeichnete. 1934 musste er aus politischen Gründen von seinen Ämtern zurücktreten.
Am 5. Februar 1935 starb Heinrich Freudenstein im Alter von 72 Jahren in Marbach. Er wurde auf dem Marbacher Waldfriedhof beigesetzt.

## Erfinder der Freudensteiner Beute
Die Erfindung der Freudenstein-Beute ist eng mit der Bienenhygiene verbunden, ein Hauptproblem ist, wenn sich auf den Überwinterungswaben Honigreste befinden, die als Keimzelle der Ruhr fungieren können. Diese Erkenntnis führte zur Konstruktion einer kleinen Breitwabe mit den Maßen 33,8 cm × 20 cm und zum Bau seiner Freudenstein-Beute. Auf den kleinen Breitwaben hat der Honig keinen Platz mehr im Brutraum und wird somit im Honigraum eingelagert. Die Tiefe des Einetagers beträgt 60 cm, es passen ca. 16 Rähmchen hinein. Als Honigstock entwickelte er den Zweietager. Die Freudensteinbeute ist als Hinterbehandlungsbeute konzipiert.
Freudenstein nennt folgende Vorteile seiner Beute:
- Gut geeignet in Gegenden mit geringer Tracht. Durch das kleine Maß gibt es immer eine sichere Ernte, auch unter schlechten Bedingungen.
- Sehr gut geeignet für Läppertrachten.
- In einem niedrigen Breitwabenstock kann sich auch das kleinste Volk vor Kälte, Schimmel und Wachsmotten schützen.
- Schwärme entwickeln sich schnell.
- Spart Winterfutter ein, weil weniger Raum von den Bienen durch Muskelkontraktion zu beheizen ist.
- Weniger Tote nach einem Ausflug, weil die Wintertraube nahe dem Bodenbrett und Einflugloch lagert, können die ausgeflogenen Bienen rasch in die Wärme zurückkommen.

Im Zweietager können gleichzeitig zwei verschiedene Völker gehalten und überwintert werden. Das ist recht bedeutungsvoll in Gegenden mit Frühtracht, in denen es gilt, die Völker möglichst rasch auf die größtmögliche Stärke zu bringen. Die beiden in einer Beute gehaltenen Bienenvölker werden im zeitigen Frühjahr vereinigt, so dass zur Frühtracht die Sammelbienen von zwei Völkern zur Verfügung stehen, aber nur noch die Brut einer Königin gepflegt werden muss.
Mit seinem Imkerkollegen Ferdinand Gerstung führte Freudenstein einen langen Disput über seine Beute. Gerstung nannte seinen Stock zuerst einen „bienenmörderischen Stock“, ohne dafür irgendeinen Grund angeben zu können. Freudensteins Argumente gegen Gerstungs Thesen: Große Waben und große Völker ergeben kleine Honigtöpfe; kleine Wabe und „unterentwickelte“ Völker ergeben große Honigtöpfe!

## Persönlichkeit und Nachwirkungen seiner Tätigkeiten
Der Hundefreund und passionierte Jäger war eigensinnig und eigenwillig, blieb er doch aufgeschlossen für Kunst und Musik, bildete einen kleinen Konzertkreis um sich und musizierte mit seinem Cello im Collegium musicum. Im Alter lernte er noch Fremdsprachen und publizierte u. a. in amerikanischen Zeitschriften.
In seinem Obstgarten soll er versuchsweise mit Krainer Bauernstöcke von Anton Janscha geimkert haben. Er war ein großer Verehrer der Carnica-Rasse, deren Verbreitung in der Marburger Landschaft von ihm ausging; sie fand in der späteren Einrichtung von Reinzuchtgebieten und Belegstellen ihre Fortführung.
Viele Imker, besonders in der Marburger Landschaft, hielten noch bis zum Auftreten der Varroamilbe in den 1980er Jahren ihre Bienen in Freudenstein-Beuten.

### Ehe und Nachkommen
Heinrich Freudenstein war mit Katharina, geborene Preiß, verheiratet. Sie hatten fünf Kinder (zwei Söhne und drei Töchter).
Sein Sohn, Dr. Karl Freudenstein, wurde erster Leiter der 1928 in Marburg gegründeten Lehr- und Versuchsanstalt für Bienenzucht.

## Werke
- Das Leben der Bienen: auf grund fast vierzigjähriger Beobachtung und Erfahrung, Neue Bienenzeitung, 1924 (80 Seiten).
- Lehrbuch der Bienenzucht, 6. Ausgabe, Neue Bienenzeitung, 1924 (471 Seiten).
- Auslese und Königinnenzucht – von Flugblätter zur Förderung der heimischen Bienenzucht, 3. Ausgabe, Pabst Verlag, 1938 (35 Seiten).